# Eduardo García Berges
Eduardo García Berges (Saragossa, 2 de setembre de 1852 - Madrid, 18 de març de 1923) fou un tenor de sarsuela espanyol.
Després d'estudiar la segona ensenyança ingressà en l'Escola d'Arquitectura el 1870, on restà fen els seus estudis fins al 1874, en què es dedicà per la carrera que cultivà. Debutà a l'Havana en el teatre Albizu, amb gran èxit, retornant el 1875 a la Península amb una gran reputació artística i recorrent totes les principals capitals espanyoles, Barcelona, València, Sevilla, Cadis, Màlaga, Granada, Saragossa i Valladolid.
Debutà en el Teatro Apolo de Madrid, en la temporada 1880-81, amb El dominó azul, cridant l'atenció del públic, que reconegué en García Berges al primer tenor de la sarsuela seriosa que llavors existia. Després estrenà, La tempestat, San Franco de Sena, El milagro de la Virgen, La bruja, El rey que rabió i d'altres moltes obres.
Estava condecorat amb les creus de Carles III, Isabel la Catòlica i Nostre Sentor Jesucrist de Portugal.

## Biografia
Va ser un tenor de gran veu i categoria. El 1876 va viatjar a Cuba per representar al teatre Albisu l'obra La volta al món de Barbieri. Després de tornar i triomfar a Andalusia amb obres de repertori com Campanone va cantar en el teatre de la Zarzuela i el teatre Apolo de Madrid alternant-se en tots dos en la dècada de 1880.
El 1909 va rebre un homenatge del públic i de tots els seus companys al teatre de la Zarzuela. Feia anys que estava allunyat de l'escena, passant penúries i treballant en un lloc que li havien ofert a l'Ajuntament de Madrid. Bergés va cantar alguns números del seu repertori, amb el mateix èxit que sempre i va rebre aplaudiments entusiastes i afectuosos. L'empresa i els seus companys li van lliurar l'import íntegre de la taquilla com a petit ajut econòmic. L'acte va ser emotiu i els companys van pujar a l'escenari per acompanyar-lo mentre rebia els aplaudiments.
Sembla que va morir en la indigència.